# Archivsoftware
Archivsoftware (Archivprogramm, Archivinformationssystem) ist Branchensoftware für das Archivwesen. 
Die erste Generation solcher Software wurde in erster Linie für die archivische Erschließung von Archivalien eingesetzt (Verzeichnungssystem, elektronischer Archivkatalog). Dem allgemeinen Konzentrationsprozess folgend werden statt Individuallösungen heute mehrheitlich Standardprodukte eingesetzt, die zahlreiche zusätzliche Funktionen für den gesamten archivischen Arbeitsablauf bieten.

## Standardprodukte
Zurzeit befinden sich folgende Standardprodukte im Einsatz:
| Produkt                                    | Hersteller / Lieferant                                                       | Installiert u. a. bei | RDBMS*                                                               | Bemerkungen |
| ------------------------------------------ | ---------------------------------------------------------------------------- | --- | -------------------------------------------------------------------- | --- |
| ACTApro                                    | startext GmbH                                                                | A: Universität Mozarteum Salzburg, Bibliothek und Archiv der Technischen Universität Graz D: Historisches Archiv der Stadt Köln, Geheimes Staatsarchiv Preußischer Kulturbesitz, Stadtarchiv Düsseldorf, Staatsarchiv der Freien und Hansestadt Hamburg, LWL-Archivamt für Westfalen, Stadtarchiv Ibbenbüren, Kommunalarchive im Gebiet der Kommunalen Datenzentrale Westfalen-Süd (Kreise Siegen und Olpe), Gemeinde Kleinmachnow, Archiv der Evangelischen Kirche im Rheinland Düsseldorf, Stiftung Hanseatisches Wirtschaftsarchiv Hamburg, Universitätsarchiv Halle, Universitätsarchiv Heidelberg, Bibliothek für Bildungsgeschichtliche Forschung (BBF) Berlin, sv:dok, Dokumentations- und Forschungsstelle der Sozialversicherungsträger Bochum, Deutsche Akademie der Naturforscher Leopoldina e.V. – Nationale Akademie der Wissenschaften Halle, Sorbisches Institut e.V. Bautzen, Rundfunk Berlin-Brandenburg (rbb), Promat GmbH Ratingen, Chemische Fabrik Budenheim, Mittelmärkische Wasser- und Abwasser GmbH, Linde AG, Mast-Jägermeister SE, Staatliche Archive Bayerns, Don Bosco Schwestern – Provinzialat, Evangelische-Freikirchliche Gemeinde Hamburg-Altona K.d.ö.R., Landeskirchliches Archiv Stuttgart u. a. | Oracle, MS SQL Server (inkl. Version Express), MS Access, PostgreSQL | ACTApro ist eine Archivsoftware für große und kleine Archive, Kommunal-, Kirchen-, Universitäts- und Unternehmensarchive. ACTApro besteht aus vier Modulen – ACTApro Desk (Erfassungsmodul), ACTApro Magazin (Zugangs- und Standortverwaltung), ACTApro Benutzung (Lesesaalmodul) und startext SORI (OAIS-konformes Modul zur digitalen Langzeitarchivierung). |
| AMLAD                                      | NTT DATA                                                                     | Europa: Vatikanische Apostolische Bibliothek, Patrimonio Nacional |                                                                      | Als Offenes Archivinformationssystem bietet AMLAD neben einem integrierten Erschließungstool sämtliche Elemente des OAIS-Referenzmodells in einer einzigen Lösung, d. h. vom Ingest, über Archival Storage, Data Management samt Preservation bis zum Access im virtuellen Lesesaal. |
| Anton                                      | k&r                                                                          | CH: Archiv für Medizingeschichte der Universität Bern, BEanton (Plattform für öffentlich-rechtliche Körperschaften im Kanton Bern), SOanton (Plattform für öffentlich-rechtliche Körperschaften im Kanton Solothurn), Georg Fischer AG (Konzernarchiv, darin auch der Archivbestand der Eisenbibliothek), Gosteli-Stiftung, Archiv der Familie Besenval (Staatsarchiv Solothurn), Karl Barth-Archiv, Archiv Ortsgeschichte Maur, Archiv für Schweizer Landschaftsarchitektur ASLA, Schweizerisches Kunstarchiv, bahnarchiv.ch, Klosterarchiv Einsiedeln, Verein Sammlung Tobiniensia. | MySQL                                                                | Webbasierte Archivdatenbank; setzt ISAD(G) um; ermöglicht Verwaltung digitaler Objekte; Export nach EAD möglich |
| Artux                                      | archium GmbH, Gera                                                           | Institut für Sportgeschichte Baden-Württemberg e. V., Projekt Karoline-Luise Landesarchiv Baden-Württemberg u. a., Bildarchiv Wolff & Tritschler, Deutsche Fotografische Akademie, Matrikelbuch des Universitätsarchivs Stuttgart, div. Unternehmensarchive | Frontend: MediaWiki Backend: PostgreSQL                              | MediaWiki eignet sich für Archive und Museen, da es als Open-Source-Software vollständig dokumentiert ist und aufgrund seiner Verbreitung eine sehr günstige Zukunftsprognose und Langzeitstabilität verspricht. Die Datensätze werden zusätzlich in einem PostgreSQL-Backend gespeichert. PostgreSQL ist die Basis für Recherche und Datenexport. Das Online-Findbuch kann für verschiedene Zugangsberechtigungen zugeschnitten werden. Auf Archive und Inventare zugeschnittene Datenmodelle (z. B. ISAD-(G)) können flexibel angepasst und abgebildet werden. Es existieren Schnittstellen für den Daten-Export und -Import. Bilder und Dateien können integriert werden. Mediawiki-Installationen sind ausgereift und zuverlässig, sowie performant und skalierbar. |
| archivis pro                               | Joanneum Research                                                            | A: Steiermärkisches Landesarchiv, Kärntner Landesarchiv. D: Stadtarchiv Freiburg, Universitätsarchiv Konstanz | Oracle                                                               | Wird vom Bibliotheksservice-Zentrum Baden-Württemberg unterstützt. |
| ArciSoft                                   | SoulTek Software                                                             | D: Akten-Archive in Volksbanken und Sparkassen, Unternehmen, Kanzleien und Krankenhäusern | Access / Excel / MS SQL                                              | Die für Qualität und Sicherheit zertifizierte Software dient der Verwaltung von Original-Dokumenten und -Akten. |
| ARIADNE                                    | Ariadne-Archivverbund Mecklenburg-Vorpommern                                 | D: Archive in Mecklenburg-Vorpommern, aber nicht das Landeshauptarchiv Schwerin | SQL*                                                                 | Open-Source Archivsoftware, die im Rahmen des von der Deutschen Forschungsgemeinschaft (DFG) geförderten Projektes „Archivverbund in Mecklenburg-Vorpommern“ entwickelt wurde. Eine verbundunabhängige Version des ARIADNE-Programmpaketes kann frei heruntergeladen werden. |
| AUGIAS-Archiv                              | AUGIAS-Data, Senden (D)                                                      | CH: Stadtarchive Luzern, St. Gallen, Chur D: Archiv Bürgerbewegung Leipzig e.V., Archiv der BBAW, Archiv der Evangelischen Brüder-Unität, Archiv der Evangelischen Kirche von Kurhessen-Waldeck, Archiv der FH Aachen, Archiv der Hansestadt Rostock, Archiv der Humboldt-Universität Berlin, Archiv der Luftschiffbau Zeppelin GmbH, Archiv der Stadt Bensheim, Archiv der Stadt Hann. Münden, Stadtarchiv Korschenbroich, Archiv der Stadt Linnich, Archiv der Stadt St. Peter, Archiv der Stadt Wesseling, Archiv der Stiftung Deutsche Landerziehungsheime, Archiv der VG Windach, Archiv des Bistums Augsburg, Stadtarchiv Ludwigshafen am Rhein, Stadtarchiv Salzgitter, Stadtarchiv Bielefeld, Universitätsarchiv der TU Dresden A: Stadtarchiv Scheibbs, Stadtarchiv Traiskirchen, Stadtarchiv Wels (Magistrat Wels), Stadtarchiv Zwettl, Stadtgemeinde Klosterneuburg Archiv, Stadtgemeinde Korneuburg, Stadtgemeinde Kufstein – Stadtarchiv, Stadtgemeinde Mittersill, Stadtgemeinde Mödling, Stadtgemeinde Ternitz, Stadtgemeinde Wieselburg, Vorarlberger Landesarchiv Bregenz, Wirtschaftskammer Österreich – Archiv, Zentralarchiv des Deutschen Ordens Insgesamt über ca. 1.500 Anwender in D, A, CH, I, DK, B, L und USA | MS-SQL-Server, Oracle                                                | in verschiedenen Ausbaustufen erhältlich, auch für Zwischen- und Verwaltungsarchive sowie museale Sammlungen als Variante erhältlich |
| AVP                                        | DMI GmbH & Co. KG                                                            | D: Klinikarchive Das meistverbreitete Softwareprodukt zur Verwaltung von Krankenhaus-/Klinikarchiven in Deutschland. | SQL*                                                                 | AVP wird als Datenbank-, Retrieval- und Verwaltungssystem eingesetzt. Es ist durch entsprechende Schnittstellen zu allen üblichen Krankenhaus Informationssystemen (KIS) bzw. Klinischen Arbeitsplatzsystemen (KAS) kompatibel. Das ermöglicht die klinikweite Nutzung des Archivs für Recherche und Ablagezwecke. |
| CMI STAR                                   | CM Informatik AG, Schwerzenbach                                              | CH: Staatsarchive ZG, NW, GL, GR, SH, SO, BL; Archiv für Zeitgeschichte; ETH-Bibliothek – Archive & Nachlässe; Wirtschaftsarch. GL; Stiftung Hotelarchiv Schweiz; Stadtarchive Zug, Bern; Kirchgde. Zug, Gde. Risch; UZH Archiv D: Archiv der Freien Universität Berlin, Technische Universität Berlin | MS-SQL-Server, Oracle                                                | Software kann zur Archivierung elektronischer Akten in einem vollständig digitalen Life-Cycle genutzt werden. Die Übernahme elektronischer Akten aus Records-Management-Systemen wurde bereits produktiv umgesetzt. Das Programm ist modular aufgebaut und vollständig frei parametrierbar. |
| Dachs                                      | Iron Mountain DISOS GmbH, Berlin (D)                                         | | SQL*                                                                 | Situation: Software wird nicht mehr produziert. |
| Faust Entry und Faust Professional         | Land Software                                                                | D: Institut für Stadtgeschichte Frankfurt a. M., das Landeskirchliche Archiv Stuttgart, das Landeshauptarchiv Schwerin, das Montanhistorische Dokumentationszentrum Bochum und fünf Archive parteipolitischer Stiftungen: Archiv des Liberalismus, Archiv Grünes Gedächtnis, Archiv der sozialen Demokratie, Archiv für Christlich-Demokratische Politik und Archiv für Christlich-Soziale Politik. | eigenes Datenbankformat                                              | FAUST Professional wird als mehrdimensionales Datenbank- und Retrievalsystem in vielen Bereichen der Dokumentation eingesetzt, z. B. in Archiven und Museen; beruht nicht auf einer SQL Datenbank |
| atom                                       | Open-Source (GPL v.2) Projekt                                                | D: European Molecular Biology Laboratory (EMBL) Heidelberg B: NATO Archiv, Stadsarchief Turnhout, Vlaams Instituut voor het Onroerend Erfgoed CH: Archives communales du canton de Vaud, Cinémathèque Suisse Zürich ES: Institut de Cultura de Barcelona FR: International Council on Archives, UNESCO Memory of the World, UNESCO Archives GR: Nikolaos S. Pantelakis Familienarchiv IS: Regionalarchiv von Skagafiordur NL: Niederländisches Institut für Archivforschung und Bildung, International Institute of Social History UK: University of Strathclyde Archives, University of Edinburgh Library, Stirling Council Archives, National Library of Wales, JISC, Tate Britain, International Records Management Trust, Glasgow Caledonian University Archives Weltweit u. a.: AE: United Arab Emirates Center for Documentation and Research AU: State records office of Western Australia BR: Association of Brazilian Archivists BW: Botswana National Archives and Records Service Caribbean Regional Branch of the International Council on Archives KR: Human and memory archives, Seoul LB: Al-Dhakira Al-Arabiyya Centre for Private Papers, Beirut US: United Nations Archives and Records Management Section, The World Bank Group Library and Archives of Development, International Monetary Fund Archives ZA: University of the Witwatersrand Archives | MySQL                                                                | Open-Source webbasierte Archivsoftware, die die Standards ISAD(G) und ISAAR(CPF) umsetzt; ermöglicht Verwaltung digitaler Objekte; gegenwärtig unterstützte Exportformate: EAD, EAC-CPF, CSV, SKOS. Automatische Generierung von Findmitteln (z. B. in rtf) möglich. |
| Doxis4                                     | SER Solutions                                                                | A: Eni Austria AG, Raiffeisenbank International AG, Raiffeisen-Leasing GmbH, TGW Logistics Group GmbH, Universität Wien, Universität Innsbruck, Steiermärkische Krankenanstaltengesellschaft, Die Oö. Gesundheits- und Spitals-AG, Burgenländische Krankenanstalten-Gesellschaft m.b.H. (KRAGES), easybank AG, SIX Payment Services, Andritz AG, PayLife Bank GmbH, Greiner Holding AG D: Deutsche Bank AG, Duravit AG, DHL Express, Eissmann Group Automotive, Edeka Nord, Allianz GI Frankfurt, bofrost, Immobilienscout24, Randstad Deutschland, Stadt Köln, Parship.de, Rhein-Zeitung, Landeshauptstadt Dresden, Land Brandenburg, ING-DiBa AG, Aktion Mensch e.V., Grohe AG CH: Zürcher Kantonalbank, Hero AG, Steueramt des Kantons Aargau, Würth AG, UBS AG, Swisscom AG, Helvetia Versicherungen, Brugg Kabel AG, Basler Versicherung AG, Habasit AG | MS SQL, postgreSQL, Oracle                                           | Doxis4 ermöglicht revisionssichere, langfristige Aufbewahrung von Informationen. Doxis4 bietet mit seinem Content Repository einen unternehmensweiten Informationspool für alle Dokumente und Daten. Hierin lassen sich Informationen zur Langzeitarchivierung genauso wie zur temporären Aufbewahrung und Bearbeitung ablegen. |
| MAIS-Flexis und MAIS-Internet              | CAPREOLUS Archivkonzepte GmbH(Deutschland), seit 2016 DE REE Archiefsystemen | D: Diözesanarchiv Paderborn, LWL-Medienzentrum für Westfalen NL: Nationaal Archief in Den Haag, Gelders Archief in Arnheim, Groninger Archieven in Groningen und viele andere Retrokonversion: Landesarchiv NRW u. |                                                                      | |
| M-BOX                                      | M-BOX GmbH (Österreich)                                                      | A: Tiroler Landesmuseen, Vorarlberger Landesregierung/Kulturabteilung, Bergbahnen Kitzbühel AG, Ötztaler Gletscherbahn GmbH, Burgtheater Wien, Tiergarten Schönbrunn, Lentos/Linz, Nordico/Linz, Sandoz, Stadt Hall, Eszterhazy Betriebe, Museum für Volkskunde Wien, Eumig Museum, Alpenverein Innsbruck, Osttiroler Kulturspur D: Recaro Group, OTEC KG, F. Porsche AG A/I: Tiroler Archiv für photographische Dokumentation | MS-SQL                                                               | M-BOX ist eine bedarfsorientierte und gleichzeitig einfach zu bedienende Archivierungs- und Dokumentenverwaltungssoftware. Neben klassischer Bilderverwaltung kann M-BOX auch Dokumente und spezielle Objekte (Audios, Videos, reine Informationen) verwalten. Durch die große Flexibilität von M-BOX kommt sie sowohl in Museen und Archiven als auch in Firmen zur Verwaltung großer Datenmengen zum Einsatz. |
| Midosa XML                                 |                                                                              | D: Archivschule Marburg, Bundesarchiv, Universitätsarchiv Stuttgart, Archiv des DHI in Rom, Archiv der RWTH Aachen etc. | XML                                                                  | |
| NovaInfo Archiv- und Bibliotheksverwaltung | ByteRaider Informatik Est.                                                   | CH: Wanger Advokaturbüro Vaduz, Kafina Treuhand AG Vaduz etc. D: Vaillourec & Mannesmann Düsseldorf etc. | SQL*                                                                 | Richtet sich eher an Unternehmen. |
| scopeArchiv                                | scope solutions ag, Basel                                                    | A: Österreichisches Staatsarchiv, Archiv der Universität Wien, Akademie der bildenden Künste Wien, Israelitische Kultusgemeinde Wien, Wiener Wiesenthal Institut für Holocaust-Studien, Unicredit Bank Austria AL: Albanisches Nationalarchiv B: Katholieke Universiteit Leuven CH: Schweizerisches Bundesarchiv, Schweizerische Nationalbibliothek, Büro der Vereinten Nationen in Genf, Staatsarchiv Aargau, Staatsarchiv Appenzell Ausserrhoden, Staatsarchiv Appenzell Innerrhoden, Staatsarchiv Basel-Stadt, Staatsarchiv des Kantons Bern, Staatsarchiv Freiburg, Staatsarchiv Jura, Staatsarchiv Luzern, Staatsarchiv Obwalden, Staatsarchiv Schwyz, Staatsarchiv St. Gallen, Staatsarchiv Thurgau, Staatsarchiv St. Gallen, Staatsarchiv Uri, Staatsarchiv Wallis, Staatsarchiv des Kantons Zürich, Archiv des Ehemaligen Fürstbistums Basel, SBB Historic, Gemeindearchiv Riehen, Gemeindearchiv Martigny, Stadtarchiv Frauenfeld, Stadtarchiv Olten, Stadtarchiv Schaffhausen, Stadtarchiv Winterthur, Stadtarchiv Zürich, Amt für Kultur St. Gallen, Burgerbibliothek Bern, Stiftsarchiv St. Gallen, Denkmalpflege Aargau, Denkmalpflege Basel-Stadt, Schweizer Tanzarchiv, Uni Freiburg, PTT-Archiv, Hochbauamt des Kantons Zürich, SRG SSR Bern, swissinfo – Swiss Radio International Bern, Ökumenischer Rat der Kirchen, Credit Suisse Group Zürich, AXA-Winterthur Versicherungen Winterthur, Syngenta International Basel D: Landesarchiv Baden-Württemberg, Brandenburgisches Landeshauptarchiv, Sächsisches Staatsarchiv, Landesarchiv Sachsen-Anhalt, Kreisarchiv Esslingen, Stadtarchiv Dresden, Stadtarchiv Mannheim, Stadtarchiv München, Stadtarchiv Saarbrücken, Bistumsarchiv Trier, Evangelisches Zentralarchiv in Berlin, Friedrich-Ebert-Stiftung, Zoo Berlin FL: Landesarchiv Liechtenstein, Stadtarchiv Vaduz HU: Ungarisches Staatsarchiv, Stadtarchiv Budapest L: Archives nationales de Luxembourg NL: Stadtarchiv Almere, Stadtarchiv Amsterdam, Streekarchief Midden-Holland OM: National Records and Archives Authority of Oman RO: Rumänisches Nationalarchiv SL: Slowenisches Nationalarchiv, Regionalarchiv Celje, Regionalarchiv Koper, Regionalarchiv Ljubljana, Regionalarchiv Maribor, Regionalarchiv Nova Gorica, Regionalarchiv Ptuj | Oracle*                                                              | Siehe: scopeArchiv |
| V.E.R.A.                                   | startext GmbH                                                                | D: Landesarchiv NRW A: Wiener Stadt- und Landesarchiv | MS-SQL-Server, Oracle                                                | |

## Individuallösungen in Deutschland
Neben kommerzieller Archivsoftware werden in den Archiven einzelner Bundesländer nach wie vor Eigenentwicklungen eingesetzt, dies gilt etwa für Hessen, Niedersachsen und Schleswig-Holstein (Arcinsys), Mecklenburg-Vorpommern (ARIADNE), oder Rheinland-Pfalz. Das Bundesarchiv nutzt die Eigenentwicklung BASYS Akte. Selbst einzelne Kommunalarchive benutzen Eigenentwicklungen, z. B. das Stadtarchiv Heilbronn (HEUSS) oder das Stadtarchiv Mannheim – Institut für Stadtgeschichte (FindStarONLINE).

### Angelsächsischer Raum
- International Council on Archives (Hrsg.): Market survey of commercially available off-the-shelf archival management software  2003 PDF (Memento vom 2. Oktober 2006 im Internet Archive).

### Deutschland
- Klaus Wendel: MediaWiki – eine ideale Erschließungssoftware für Archive, Museen und Bibliotheken? 2012 http://archiv.twoday.net/stories/97042331/
- Gerald Maier, Thomas Fritz (Hrsg.): Archivische Informationssysteme in der digitalen Welt. Aktuelle Entwicklungen und Perspektiven. Stuttgart 2010, ISBN 978-3-17-021717-1.
- Stefan Ziehl: Langzeitarchivierung im digitalen Zeitalter. Speichermedien, Strategien und Ausblicke. Saarbrücken 2007.
- Katharina Ernst (Hrsg.): Erfahrungen mit der Übernahme digitaler Daten. Bewertung, Übernahme, Aufbereitung, Speicherung, Datenmanagement. Elfte Tagung des Arbeitskreises „Archivierung von Unterlagen aus digitalen Systemen“ vom 20./21. März 2007 ausgerichtet vom Stadtarchiv Stuttgart, Stuttgart 2007.
- Andreas Berger: Eine vergleichende Untersuchung von Erschließungssoftware unter archivfachlichen und softwareergonomischen Gesichtspunkten: Transferarbeit im Rahmen des Referendariats für den höheren Archivdienst. 2005 PDF

### Frankreich
- F. Cassuto: Logiciels de gestion intégrée d’archives, Paris 2001.

### Schweiz
- Lambert Kansy: Aufbau einer Infrastruktur für die digitale Archivierung im Staatsarchiv Basel-Stadt. Werkstattbericht. In: Neue Entwicklungen und Erfahrungen im Bereich der digitalen Archivierung: von der Behördenberatung zum Digitalen Archiv, München, Generaldirektion der Staatlichen Archive Bayerns 2010, S. 55–62.
- Olivier Debenath: Elektronisch archivieren? Ein Modellprojekt zur Archivierung von Unterlagen aus Geschäftsverwaltungssystemen. In: Tugium, Nr. 24 (2008), Zug, S. 11–12.
- Gesamtschweizerische Strategie zur dauerhaften Archivierung von Unterlagen, 2002, S. 101f. PDF